# Miran Burgič
Miran Burgič (Trbovlje, 25 settembre 1984) è un ex calciatore sloveno, di ruolo attaccante.

## Carriera

### Club
Burgic inizia a giocare a calcio con l'NK Zagorje, prima di entrare nelle giovanili del Gorica, squadra con la quale nel 2003 fa il suo debutto in Prva slovenska nogometna liga, la massima serie del campionato sloveno di calcio e con 17 presenze dà il suo contributo per la vittoria del campionato. L'anno successivo contribuisce con 6 reti alla vittoria del secondo campionato consecutivo. Nella stagione 2005-2006 gioca tutte le 36 partite del campionato, si laurea capocannoniere con 24 reti e vince il suo terzo campionato di fila.
Nell'estate 2006 si trasferisce in Svezia, all'AIK, firmando un contratto triennale. Fa il suo debutto con la nuova maglia il 31 luglio nella partita contro l'IFK Göteborg terminata 1-1. Burgic si conquista il posto da titolare e contribuisce con 5 reti alla conquista del secondo posto in classifica.
Il 12 maggio 2007, nella partita contro il Brommapojkarna, si infortuna al legamento, rimanendo fermo per un lungo periodo. Nel marzo 2008 ricomincia ad allenarsi con i compagni per prepararsi al rientro in campo. Ai primi di aprile, nella partita persa per 3-0 contro l'Elfsborg fa il suo ritorno in campo dopo l'infortunio. Anche a causa dell'infortunio Burgic non riesce a conquistare il posto da titolare, tanto che su 24 presenze solo 13 sono dall'inizio.
Nel febbraio 2009 si infortuna nuovamente, stavolta al ginocchio. Ripresosi dall'infortunio ritorna in campo il 5 maggio nella partita contro il Trelleborg, tuttavia la settimana successiva si infortuna nuovamente al ginocchio, rimanendo fermo diverso tempo. Dopo questi infortuni Burgic gioca la restante parte della stagione come ripiego, senza segnare nessuna rete nella squadra che vince il campionato. Nella finale di coppa di Svezia, vinta per 2-0 contro il Göteborg, Burgic rimane in panchina, mentre nella supercoppa, disputatasi ad inizio 2010, e vinta 1-0 contro il Göteborg, entra in campo nel secondo tempo. Dopo la quinta giornata del campionato 2010 riesce a riconquistarsi il posto da titolare.
Nell'estate 2010 si trasferisce in Austria, al Wacker Innsbruck, squadra militante nella Bundesliga austriaca.

### Nazionale
Burgic vanta 10 presenze e 3 reti con la nazionale slovena Under-21 tra il 2003 e il 2005.
Nell'ottobre 2006 riceve la sua prima convocazione dalla nazionale maggiore slovena con la quale fa il suo debutto sostituendo Klemen Lavrič al minuto 85 della partita contro il Liechtenstein, valida per le qualificazioni agli Europei del 2008.
Nel 2010 viene incluso dal ct Matjaž Kek nei 30 preconvocati per il mondiale 2010. Tuttavia non è stato poi incluso nella rosa definitiva.
In totale vanta 5 presenze con la nazionale slovena.

## Palmarès

### Club
- Campionato sloveno: 3

Gorica: 2003-2004, 2004-2005, 2005-2006
- Campionato svedese: 1

AIK: 2009
- Coppa di Svezia: 1

AIK: 2009
- Supercoppa di Svezia: 1

AIK: 2010

### Individuale
- Capocannoniere del campionato sloveno: 1

2005-2006